# Teochew (dialecte)
Pour les articles homonymes, voir Teochew.
Le teochew (Pe̍h-ōe-jī romanisation: Tiê-chiu-uē; romanisation peng'im : Dio5-ziu1-uê7; chinois : 潮州話 ; mandarin (pinyin) : Cháozhōuhuà ; également : teochiu, tiociu, diojiu'ue, chiuchow, chaozhouhua) est un dialecte minnan, parlé à l'extrême Est de la province de Guangdong, dans la région de Chaoshan.

## Histoire et géographie
Le teochew moderne provient de l'évolution du minnan ancien. Entre les IXe et XVe siècles, un groupe de population parlant le minnan (閩南/闽南) migra vers le Sud de Fujian, sur la partie littorale de l'Est de la province du Guangdong (廣東省/广东省), connue aujourd'hui sous le nom de Chaoshan (潮汕). On suppose que la cause de cette émigration fut un problème de surpopulation du Fujian.
Du fait de l'isolement géographique de la région, de l'influence linguistique du cantonais puis du hakka, la langue se transforma et le dialecte teochew naquit.
Chaoshan fut l'un des principaux foyers d'émigration vers l'Asie du Sud-Est entre le XVIIIe et le XXe siècle. C'est ainsi qu'en Thaïlande et au Cambodge, le teochew est devenu la langue chinoise majoritairement parlée. Ce déplacement de population explique, en partie, pourquoi le groupe min est actuellement l'un des groupes ayant le plus grand nombre de locuteurs, et que le teochew soit parlé dans de si nombreuses régions en dehors de Chaoshan.

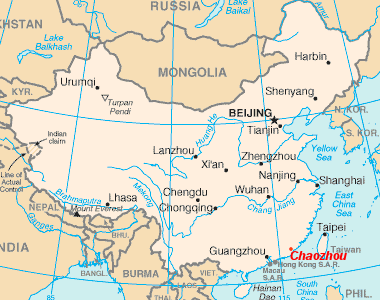
Situation de Chaozhou au sein de la Chine

Le teochew est également parlé par quelques minorités significatives à Hong Kong, au Viêt Nam, en Malaisie, à Singapour et en Indonésie. On trouve aussi des locuteurs en Australie, en Nouvelle-Zélande, en Amérique du Nord et en Europe (le quartier chinois du XIIIe arrondissement de Paris abrite de nombreux locuteurs teochew), moins par émigration directe de Chaoshan que d'Asie du Sud-Est.
Cependant, le teochew perd de sa popularité parmi les locuteurs de langue maternelle. À Singapour, en raison de l'influence des médias et de la culture commune, les jeunes préfèrent parler anglais, mandarin ou hokkien. La langue y demeure néanmoins la langue maternelle la plus parlée, même si le mandarin prend petit à petit ce rôle, étant l'une des 4 langues officielles de l'Etat. Le Teo-Chew y est d'ailleurs plus ou moins déformé, un peu comme l'anglais avec le Singlish, et les "anciens" retrouvent dans les locuteurs venant de l'étranger le "Teo-Chew originel".

## Phonologie
Le teochew, comme toutes les langues chinoises, est monosyllabique et tonal, c'est-à-dire que l'unité de son et de sens est la syllabe, à laquelle est associée un ton. De plus, le teochew applique une nasalisation pour certaines de ses rimes.

### Syllabe
Les syllabes sont constituées de deux manières différentes :
- consonne initiale (attaque) + rime
- rime seule

Il y a 17 consonnes initiales différentes (声母/聲母). Voici un tableau classant ces sons par type, représentés par la prononciation API :
|            |            | bilabiales | alvéolaires | sifflantes | vélaires | glottales |
| ---------- | ---------- | ---------- | ----------- | ---------- | -------- | --------- |
| occlusives | sourdes    | p-         | t-          | ts-        | k-       |           |
| occlusives | aspirées   | ph-        | th-         | tsh-       | kh-      |           |
| occlusives | voisées    | b-         |             | dz-        | g-       |           |
| nasales    | nasales    | m-         | n-          |            | ng-      |           |
| fricatives | fricatives |            |             | s-         |          | h-        |
| latérales  | latérales  |            | l-          |            |          |           |

Les initiales [ts-], [tsh-] et [dz-] sont prononcées [c-] [ch-] et [ɟ-] par certains locuteurs.
Les rimes (韵母/韻母) sont toutes composées d'une médiane (ou semi-voyelle) et/ou d'un noyau, parfois suivi(e)(s) d'un coda. Voici donc comment se présente le tableau des rimes :

| Noyau    | Noyau    | [-a-] | [-a-] | [-a-] |      | [-e-] | [-e-] | [-e-] |       | [-o-] | [-o-] |      | [-ə-] |       | [-i-] |       | [-u-] |       | [-ai-] | [-ai-] |     | [-au-] |  | [-oi-] |  | [-ou-] | [-ou-] |  | [-ui-] |  | [-iu-] |  | [Ø-] |
| Médianes | Médianes | [Ø-]  | [i-]  | [u-]  | [Ø-] | [i-]  | [u-]  | [Ø-]  | [i-]  | [Ø-]  | [Ø-]  | [Ø-] | [Ø-]  | [u-]  | [Ø-]  | [Ø-]  | [Ø-]  | [i-]  | [Ø-]   | [Ø-]   |     |        |  |        |  |        |        |  |        |  |        |  | [Ø-] |
| Coda     | [-Ø]     | -a-   | -ia-  | -ua-  | -e-  | -ie-  | -ue-  | -o-   | -io-  | -ɨ-   | -i-   | -u-  | -ai-  | -uai- | -au-  | -oi-  | -ou-  | -iou- | -ui-   | -iu-   |     |        |  |        |  |        |        |  |        |  |        |  |      |
| Coda     | [-◌̃]     | -ã-   | -ĩã-  | -ũã-  | -ẽ-  | -ĩẽ-  | -ũẽ-  |       | -ĩõ-  | -ɨ̃-   | -ĩ-   |      | -ãĩ-  | -ũãĩ- | -ãũ-  | -õĩ-  | -õũ-  |       | -ũĩ-   | -ĩũ-   |     |        |  |        |  |        |        |  |        |  |        |  |      |
| Coda     | [-ʔ]     | -aʔ-  | -iaʔ- | -uaʔ- | -eʔ- |       | -ueʔ- | -oʔ-  | -ioʔ- |       | -iʔ-  |      |       |       | -auʔ- | -oiʔ- |       |       |        |        |     |        |  |        |  |        |        |  |        |  |        |  |      |
| Coda     | [-m]     | -am-  | -iam- | -uam- |      |       |       |       |       |       | -im-  |      |       |       |       |       |       |       |        |        | -m- |        |  |        |  |        |        |  |        |  |        |  |      |
| Coda     | [-ŋ]     | -aŋ-  | -iaŋ- | -uaŋ- | -eŋ- | -ieŋ- | -ueŋ- | -oŋ-  | -ioŋ- | -əŋ-  | -iŋ-  | -uŋ- | -ŋ-   |       |       |       |       |       |        |        |     |        |  |        |  |        |        |  |        |  |        |  |      |
| Coda     | [-p]     | -ap-  | -iap- | -uap- |      |       |       |       |       |       | -ip-  |      |       |       |       |       |       |       |        |        |     |        |  |        |  |        |        |  |        |  |        |  |      |
| Coda     | [-k]     | -ak-  | -iak- | -uak- | -ek- | -iek- | -uek- | -ok-  | -iok- | -ək-  | -ik-  | -uk- |       |       |       |       |       |       |        |        |     |        |  |        |  |        |        |  |        |  |        |  |      |

Le teochew a préservé beaucoup d'occlusives finales perdues en mandarin que sont les bilabiales -b et -m, la vélaire -g et le coup de glotte -h.
En ce qui concerne les rimes, leur prononciation diffère selon les régions. Pour un locuteur natif, cette différence d'accent est assez importante pour pouvoir distinguer d'où vient l'interlocuteur mais le dialogue reste tout de même possible.

On peut comparer cela à la différence entre le français du Nord de la France, du Sud de la France, des pays d'outre-mer, de certains pays d'Afrique, etc.
Aucun locuteur de la langue n'utilise toutes les rimes du tableau ci-dessus. En effet, le tableau dresse une liste exhaustive des rimes que l'on peut entendre, mais certaines ne sont utilisées que dans certaines régions de Chaoshan, et correspondent à d'autres rimes des autres régions.
Beaucoup de mots sont nasalisés en teochew, c'est-à-dire que la rime de la voyelle est prononcée en faisant passer de l'air dans les fosses nasales. En français, ce phénomène existe également. Par exemple, la nasalisation du son [o] (comme dans lot) est le son [õ] (comme dans son).

### Tons
Le teochew comporte huit tons. Contrairement au mandarin, la hauteur de la voix compte ainsi que la mélodie.
Pour les caractériser, on a recours à une palette de sons, graduée de 1 à 5, 1 correspondant au son le plus grave, 5 au son le plus aigu.
Les tons sont alors représentés par deux chiffres : le premier symbolise la hauteur de la voix en début de syllabe et le deuxième en fin de syllabe.
Par exemple, le premier ton correspond à une prononciation aiguë de la syllabe, le deuxième ton à une prononciation allant de l'aigu vers le grave, etc.
Les quatrième et huitième tons sont réservées aux syllabes terminées par les sons [-ʔ], [-p] et [-k]. En effet, leurs fins de syllabe sont des codas consonantiques et ne peuvent pas être associées à une hauteur de voix, c'est pourquoi elles sont notées par un seul chiffre.

Voici la liste des tons en teochew :
- Ton 1 : 33 (陰平 son medium)
- Ton 2 : 52 (陰上 son allant de l'aigu vers le grave)
- Ton 3 : 12 (陰去 son partant du grave et allant légèrement vers l'aigu)
- Ton 4 : 1 (陰入 son grave non prolongé)
- Ton 5 : 55 (陽平 son aigu)
- Ton 6 : 35 (陽上 son allant du medium vers l'aigu)
- Ton 7 : 11 (陽去 son grave)
- Ton 8 : 5 (陽入 son aigu non prolongé)

Ces tons sont sujets au sandhi tonal, ce qui veut dire qu'ils changent s'ils sont suivis d'une autre syllabe dans certaines configurations. Ces changements suivent les règles ci-dessous :
- Ton 1 ⇒ Ton 1
- Ton 2 ⇒ Ton 6
- Ton 3 ⇒ Ton 2 ou ton 5
- Ton 4 ⇒ Ton 8
- Ton 5 ⇒ Ton 7
- Ton 6 ⇒ Ton 7
- Ton 7 ⇒ Ton 7
- Ton 8 ⇒ Ton 4

Prenons un exemple : le chiffre un « 蜀 » (zek8 [tsεk]) est du huitième ton alors que dans le mot cent « 蜀百 » (zek4-beh7 [tsεkpεʔ]), « 蜀 » est suivi d'une autre syllabe (百), le ton change donc au quatrième ton.

## Romanisation
Le programme de romanisation du teo-chew (州話拼音方案), aussi appelé Peng'im (拼音), créé en septembre 1960 par le Département de l'Éducation de la province de Guangdong, est le système de romanisation dédié au teochew. Le standard suivi pour son élaboration fut la prononciation de la préfecture de Shantou (汕頭/汕头 suan1tao5). Ce système transcrit les sons de la langue par l’alphabet latin et les tons par des chiffres mis en exposant.

## Vocabulaire
Comme toutes les autres langues chinoises, le vocabulaire du teochew provient essentiellement du chinois médiéval, lui-même issu du chinois archaïque. L'origine de la majorité des mots est donc la même que celle des autres langues chinoises ; cependant, un nombre non négligeable de termes en teochew diffèrent avec certains de ces dialectes.
Par exemple, en teochew, le mot « œil » se prononce mag [mak], et s'écrit 目. En mandarin, on préfèrera dire yanjing [jεnʨiŋ], qui s'écrit 眼睛, bien que le caractère 目 mu existe dans cette langue et signifie la même chose, il est seulement beaucoup moins employé.
Les caractères composant le mot 眼睛 possèdent tous deux le radical de l'œil 目.

## Grammaire
La grammaire du teochew est assez similaire à celles des langues minnan et du cantonais, en raison de leurs influences antérieures.
Pour les formes actives, la structure de phrase SVO (Sujet-Verbe-Objet) est très utilisée, ainsi que la structure SOV (cette dernière sert plutôt à mettre en valeur l'objet).
Étant une langue isolante, il n'existe ni déclinaison ni conjugaison, les mots sont invariables.
Pour l'emploi des adjectifs, ils peuvent uniquement être antéposés par rapport au nom (exemple : 紅車 ang5cia1 une rouge voiture). Les formes adjectivales post-posées sont en vérité des formes attributives (exemple : 這個花園雅 zi²gai5huê1heng5ngia² ce jardin (est) joli). On peut très souvent voir apparaître à l'oral, dans ce cas, une forme propre au teochew qui repose sur le redoublement de l'adjectif, et dont l'effet recherché est une insistance sur la « chose qualifiante », par exemple : avec un effet de gradation, « une souris petite-petite » signifie une souris petite, très petite ; avec un effet d'exclusivité « un chat noir-noir » signifie un chat noir, tout à fait noir, sans obligatoirement intégrer une élévation dans l'intensité de la couleur.
Ce phénomène de redoublement est aussi présent dans des formes adverbiales : « je rentre vite-vite à la maison » ou « je vite-vite rentre (me me teng)» signifie ainsi je viens vite tout à fait vite à la maison ; 
et dans les formes verbales :
- « il parle pour jouer-jouer,» avec un effet d'atténuation, par plaisanterie légère.
- « je vais marcher-marcher (wo ke giagia) » je vais faire un tour, je vais me dégourdir les jambes.
- « je mange lent-lent (wo mang mang jia)»

## Écriture et orthographe
Le teochew est transcrit à l'aide des caractères chinois.
La quasi-totalité des caractères utilisés se retrouve dans les autres langues mais il existe des caractères créés par le teochew et qui ne sont présents ni dans le jeu de caractères informatiques GBK GB 2312 ni dans l'Unicode.
Si l'on compare au mandarin, certains caractères ne sont pas utilisés en teochew qui en emploie d'autres à la place.

Par exemple, 你 ni (pronom « tu ») en mandarin est inusité en teochew qui utilise 汝 le à la place. De même, l'expression 什麼 shenme (pronom « quoi, que ») devient 乜個 mihgai en teochew.